# 3,3-Bis(4-hidroxifenil)pentano
3,3-Bis(4-hidroxifenil)pentano, 4,4’-pentano-3,3-diildifenol, bis-fenol, 4,4’-(1-etilpropilideno), 4,4’-(1-etilpropano-1,1,-diil)difenol, nome sistemático 4,4’-(3,3-pentanodiil)difenol, é o composto orgânico de fórmula C17H20O2, SMILES Oc1ccc(cc1)C(c2ccc(O)cc2)(CC)CC , massa molecular 256,34106. Apresenta densidade de 1,1 g/cm³ e ponto de fulgor de 198,7°C.

## Ligações Externas
- Francisco Quiumento; 3,3-Bis(4-hidroxifenil)pentano - Google sites